# Manuel Saumell
Manuel Saumell Robredo (né le 19 avril 1818 et mort le 14 août 1870), fut un compositeur cubain.
Il laissa de nombreuses contradanzas et son œuvre fut l'une des premières à avoir un caractère intrinsèquement créole,.